# Цыра (станция)
Цыра (рум. Ţîra, stație de cale ferată) — железнодорожная станция в Флорештском районе Молдавии. Наряду с сёлами Гиндешты, Хыртоп и Цыра входит в состав коммуны Гиндешты.

## География
Станция расположена на высоте 116 метров над уровнем моря.

## Население
По данным переписи населения 2004 года, на станции Цыра проживает 9 человек (4 мужчины, 5 женщин).
Этнический состав села:
| Национальность | Число жителей | Процентный состав |
| -------------- | ------------- | ----------------- |
| молдаване      | 9             | 100.0             |
| Всего          | 9             | 100 %             |